# Pudelpointer

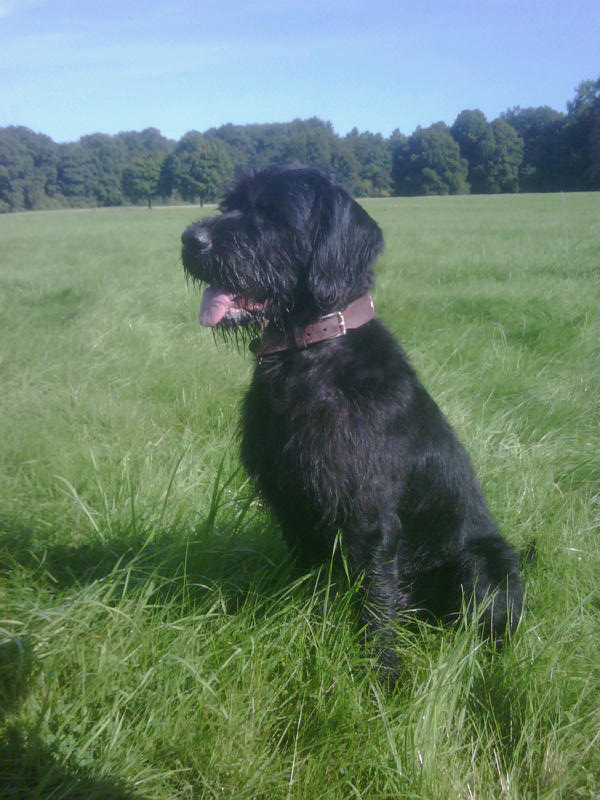
Felnőtt, kan pudelpointer

A pudelpointert Németországban mintegy 90 évvel ezelőtt tenyésztették ki, óriás uszkárok és különböző vizslák (pointerek) keresztezésével. Közepes termetű, érdekes megjelenésű kutya. Könnyen kezelhető, maximálisan jóindulatú, és agressziómentes. Olyan vadászkutya, amely szárazföldön, és vizes, mocsaras terepen egyaránt megállja a helyét. Elsősorban Németországban, és Ausztriában ismert, bár ott sem tartozik a nagyon elterjedt kutyafajták közé.